# Mario Bossi (calciatore 1909)
Mario Bossi (Roma, 23 gennaio 1907 – Roma, 14 gennaio 2003) è stato un calciatore italiano, di ruolo mediano.

## Caratteristiche tecniche

### Giocatore
Bossi era un mediano grintoso, non molto dotato tecnicamente ma molto generoso in campo.

## Carriera

### Giocatore
Inizia la sua carriera in Serie A nel 1927 con la Roma, rifiutando salari dalla squadra e ottenendo 24 presenze nel massimo campionato italiano. Nel 1932 passa alla Sampierdarenese con la quale vince il campionato di Serie B nel 1934 e partecipa alla Serie A 1934-1935: con i genovesi ottiene 73 presenze e anche una rete. Nel 1935 passa al Lecco, con il quale partecipa alla Serie C 1935-1936, ottenendo 4 presenze.

## Statistiche

### Presenze e reti nei club
Statistiche aggiornate al 31 dicembre 2014.
| Stagione               | Squadra                | Campionato             | Campionato | Campionato | Coppe nazionali | Coppe nazionali | Coppe nazionali | Coppe continentali | Coppe continentali | Coppe continentali | Totale | Totale |
| Stagione               | Squadra                | Comp                   | Pres       | Reti       | Comp            | Pres            | Reti            | Comp               | Pres               | Reti               | Pres   | Reti   |
| ---------------------- | ---------------------- | ---------------------- | ---------- | ---------- | --------------- | --------------- | --------------- | ------------------ | ------------------ | ------------------ | ------ | ------ |
| 1927-1928              | Roma                   | DN                     | 0          | 0          | Coppa Coni      | 3               | 1               | -                  | -                  | -                  | 1      | 1      |
| 1928-1929              | Roma                   | DN                     | 8          | 0          | -               | -               | -               | -                  | -                  | -                  | 8      | 0      |
| 1929-1930              | Roma                   | A                      | 6          | 0          | -               | -               | -               | -                  | -                  | -                  | 6      | 0      |
| 1930-1931              | Roma                   | A                      | 6          | 0          | -               | -               | -               | -                  | -                  | -                  | 6      | 0      |
| 1931-1932              | Roma                   | A                      | 4          | 0          | CdEC            | 0               | 0               | -                  | -                  | -                  | 4      | 0      |
| Totale Roma            | Totale Roma            | Totale Roma            | 24         | 0          |                 | 3               | 1               |                    | -                  | -                  | 27     | 1      |
| 1932-1933              | Sampierdarenese        | B                      | 31         | 1          | -               | -               | -               | -                  | -                  | -                  | 31     | 1      |
| 1933-1934              | Sampierdarenese        | B                      | 34         | 0          | -               | -               | -               | -                  | -                  | -                  | 34     | 0      |
| 1934-1935              | Sampierdarenese        | A                      | 8          | 0          | -               | -               | -               | -                  | -                  | -                  | 8      | 0      |
| Totale Sampierdarenese | Totale Sampierdarenese | Totale Sampierdarenese | 73         | 1          |                 | -               | -               |                    | -                  | -                  | 73     | 1      |
| 1935-1936              | Lecco                  | C                      | 4          | 0          | -               | -               | -               | -                  | -                  | -                  | 4      | 0      |
| Totale carriera        | Totale carriera        | Totale carriera        | 101        | 1          |                 | 3               | 1               |                    | -                  | -                  | 104    | 2      |

## Palmarès

### Giocatore

#### Club
- Serie B: 1

Sampierdarenese: 1933-1934
- Coppa CONI: 1

Roma: 1928